# Посавски Подгајци
Посавски Подгајци (до 1991. Подгајци Посавски) су насеље у општини Дреновци у Вуковарско-сремској жупанији у Републици Хрватској.

## Географија
Налази се на левој обали реке Саве на саобраћајном правцу Жупања — Гуња.

## Становништво
На попису становништва 2011. године, Посавски Подгајци су имали 1.255 становника.

## Попис1991.
На попису становништва 1991. године, насељено место Подгајци Посавски је имало 1.518 становника, следећег националног састава:
| Попис 1991.‍   | Попис 1991.‍  | Попис 1991.‍ | Попис 1991.‍ | Попис 1991.‍ |
| ------------- | ------------ | ----------- | ----------- | ----------- |
|               |              |             |             |             |
| Хрвати        | Хрвати       |             | 1.475       | 97,16%      |
| Срби          | Срби         |             | 7           | 0,46%       |
| Албанци       | Албанци      |             | 5           | 0,32%       |
| Муслимани     | Муслимани    |             | 4           | 0,26%       |
| Југословени   | Југословени  |             | 3           | 0,19%       |
| Словенци      | Словенци     |             | 2           | 0,13%       |
| Пољаци        | Пољаци       |             | 1           | 0,06%       |
| Црногорци     | Црногорци    |             | 1           | 0,06%       |
| неопредељени  | неопредељени |             | 3           | 0,19%       |
| непознато     | непознато    |             | 17          | 1,11%       |
| укупно: 1.518 |              |             |             |             |